# اهیراسانگ
اهیراسانگ (به انگلیسی: Ahirasang) یک روستا در هند است که در کارناتاکا واقع شده‌است.